# ヨハネス・アクスーク
ヨハネス・アクスークまたはアクスコス (ギリシア語: Ἰωάννης Ἀξούχ / Ἀξοῦχος、1087年ごろ - 1150年ごろ) は、東ローマ帝国の軍人。ヨハネス2世コムネノス（在位1118年 - 1143年）およびマヌエル1世コムネノス（在位1143年 - 1180年）の治世下で活躍した。メガス・ドメスティコス（帝国軍総司令官）を務めるとともに、内政面でも事実上最高の権限を握っていた。

## 生涯

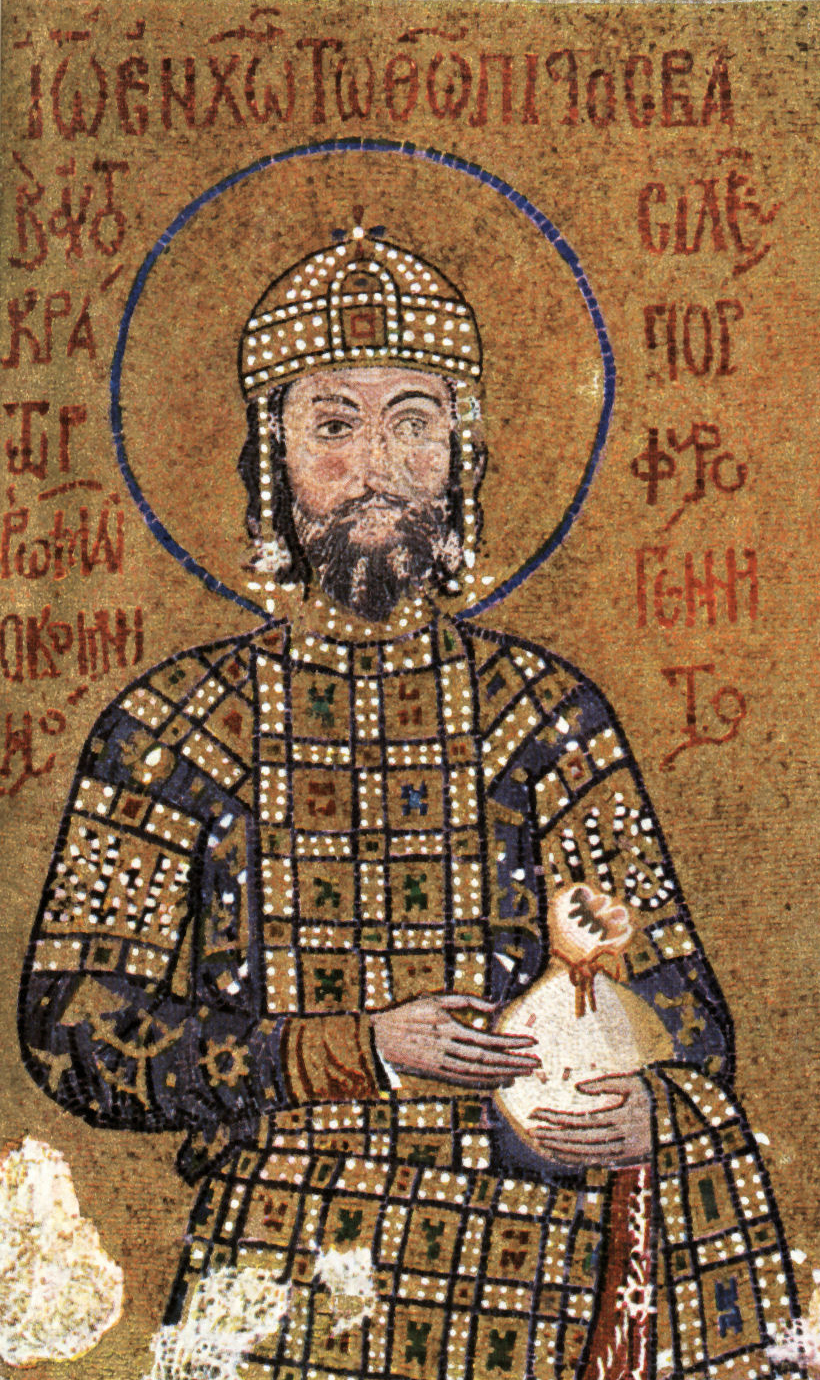
皇帝ヨハネス2世コムネノス (在位: 1118年–1143年)。ヨハネス・アクスークの親友であり後ろ盾でもあった。

### 出自とヨハネス2世コムネノスとの友情
ヨハネス・アクスークはトルコ人であった（ヨハネス・キンナモスは時代錯誤的に「ペルシア人」としている）。子どもの頃の1097年にニカイア包囲戦で囚われの身となり、東ローマ皇帝アレクシオス1世コムネノスに献上された後、宮廷内で育てられた。その後、アクスークはアレクシオス1世の子ヨハネス（2世）コムネノスに常に付き従うようになった。1118年にヨハネス2世が帝位につくと、アクスークはメガス・ドメスティコスの地位とセバストスの称号を与えられた。彼は皇帝にとって唯一の親友かつ腹心であり、すべての皇族はアクスークに敬意を払わされた。1119年、ヨハネス2世の姉アンナ・コムネナがその夫ニケフォロス・ブリュエンニオスを立てて帝位簒奪を試みたものの失敗に終わった。ヨハネス2世はアンナから没収した財産をアクスークに与えようとしたが、アクスークはこれ以上皇族や高位貴族たちとの関係を悪化させないために断った。またアクスークはアンナに慈悲をかけるよう嘆願している。その後、ヨハネス2世とアンナ・コムネナの関係はある程度は改善された。
有能なアクスークによる補佐もあって、新帝ヨハネス2世は治世初期の苦難を乗り越え、皇族全体にも完全に関係を決裂させることなく自身の権威を認めさせることが出来た。また国内での地位を固められたおかげで、ヨハネス2世は治世のほとんどの時期において対外政策に集中することが出来るようになった。
ヨハネス2世はバルカン半島、アナトリア、シリアと各方面で外征を行い、アクスークもこれに従った。1119年のルーム・セルジューク朝との戦争では、アクスークはラオディキア包囲戦の指揮をとり、ヨハネス2世が駆け付けた段階で速やかにラオディキアを攻略することが出来た。この勝利により、東ローマ帝国はアンタルヤやキリキアへ進出できるようになった。
1122年のバルカン半島遠征でペチェネーグ人と戦った際、アクスークはヨハネス2世とともにベロイアの戦いで勝利したものの、脚または足を負傷した。また1137年から1138年のキリキア・アンティオキア・シリア北部遠征でも重要な役割を果たしたものの、ここでも戦傷を負った。

### マヌエル1世の即位
1143年、ヨハネス2世はキリキアで狩猟中の事故により没した。十字軍が支配するアンティオキアの攻略を目指して、遠征準備を進めているさなかであった。アクスークは、ヨハネス2世が後継者に指名していた息子マヌエル1世コムネノスを帝位につけるため、他に候補と目されていたマヌエル1世の兄イサキオスや叔父イサキオスの機先を制する行動に出た。マヌエル1世や軍をキリキアに残し、みずからヨハネス2世の訃報が届く前にコンスタンティノープルへ舞い戻ったのである。そして皇帝の宝物やレガリアを保護し、2人のイサキオスの身柄を確保しパントクラトル修道院へ拘禁した。こうして、マヌエル1世コムネノスは表立った抵抗を受けずに帝位を継承できた。実のところアクスークは、死の床にあったヨハネス2世に、マヌエルの兄のイサキオスを後継者とするようしきりに説得していた。それでも結局は、アクスークはヨハネス2世の遺志に忠実に従ったのである。
複数の文献が示唆している所によれば、アクスークはマヌエル1世よりも皇帝の兄イサキオスに近かった。そのためマヌエル1世は、少なくともその治世の初期には、兄とアクスークが結託しているのではないかと疑っていたという。それでもマヌエル1世は、帝位についてからもアクスークをメガス・ドメスティコスに留任させた。またアクスークは、戴冠式の場で新帝に忠誠を誓う新しい儀式の導入にかかわった。この儀式は東ローマ帝国滅亡まで続いた。

### マヌエル1世治下
1145年から1146年の遠征中のある時、皇帝が臨席している卓で起きた論争が過熱し、騒動に発展した。マヌエル1世とその父ヨハネス2世を比べ、どちらがより将才があるかという話題になり、アクスークが無礼な態度でヨハネス2世を激賞してマヌエル1世を貶めたのである。するとマヌエル1世の兄イサキオスもこれに同調した。争い激しさを増し、激高したイサキオスが剣を抜いて論争相手である従弟アンドロニコス（後の皇帝アンドロニコス1世コムネノス）に斬りかかるまでに至ったが、マヌエル1世や周囲の親族たちに防がれた。騒動の後、アクスークは罰として、皇帝の印を持つ特権を剥奪された。このエピソードは、アクスークが皇帝の一族に列していたことを示している。またこの騒動までアクスークが皇帝の印を所持していたということは、彼が帝国において軍事のみならず内政においても頂点に立っていたことを示している。この非公式な地位は、東ローマ帝国ではメサゾーン（皇帝と臣下の仲介者）と呼ばれており、イスラーム王朝におけるワズィールもしくは「首相」に相当するものであった。
1148年から1149年にかけて、アクスークはケルキラ島をめぐるシチリア王国のノルマン人との戦争の指揮をとった。当初、海軍はメガス・ドゥクスのステファノス・コントステファノスが受け持っていたが、1149年に彼が没すると、アクスークが陸海合わせた遠征の総司令官となった。ビザンツ兵と同盟ヴェネツィア人の間で騒乱が起きた時、アクスークは両者を調停しようとしたものの、最終的には自身の護衛兵を派遣して力ずくで混乱をおさめた。ノルマン人が立てこもる要塞に対しては兵糧攻めを仕掛け、1149年にノルマン人を降伏させ島から撤退させた。その後まもなく、アクスークは1150年もしくは遅くとも1151年前半に没したと考えられている。
アレクシオス1世のもとで育てられたこともあり、アクスークは非常に高度な教育を受けていたと考えられている。彼は神学に強い興味を持っており、神学者のメソニのニコラオスに「使徒たちに内在する聖霊」の性質について鋭い質問を投げかけた。マヌエル1世も、このアクスークの質問に納得いく答えを出すようニコラオスに圧力をかけていたという。

## 評価

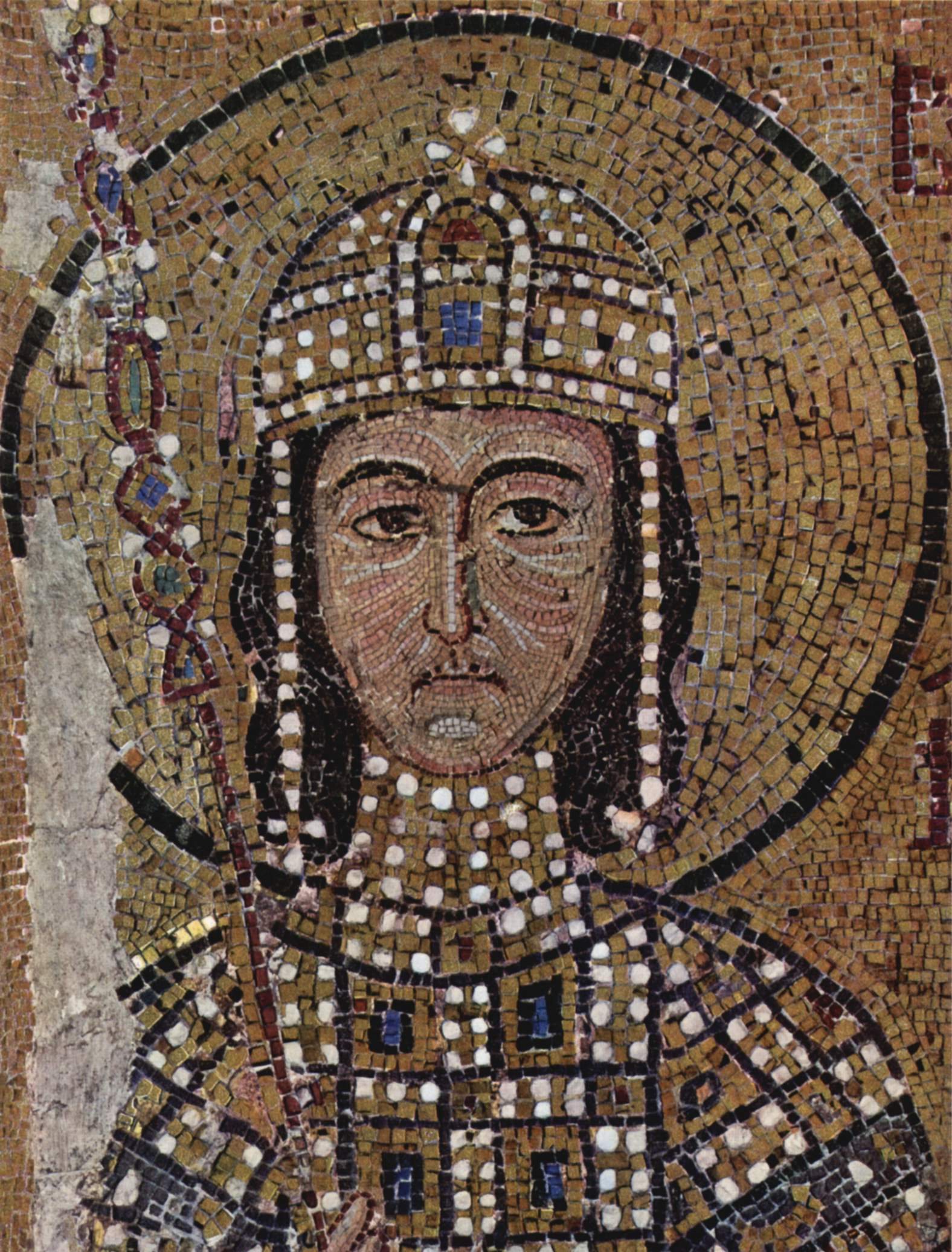
アレクシオス・コムネノス。ヨハネス2世の子にして共同皇帝であり、アクスークの子アレクシオスの義父でもある。

ヨハネス2世は、その治世中の主だった遠征のほとんどを、将軍に任せることなく自ら指揮していた。そのため、アクスークはこの時代の東ローマ帝国の指揮官として同時代の歴史家や年代記者に記録されている数少ない一人となっている。
アクスークの力量と人柄は、同時代人たちから高く評価されている。ミカエル・イタリコスは彼を「ローマ人の帝国の塔」「不屈の城壁」などと呼び、ニコラオス・バシラケスやメソニのニコラオスなどの著述家たちはアクスークのための作品を著している。アクスークが没した直後に生まれた歴史家ニケタス・コニアテスは、アクスークの力量について次のように述べている。
彼の手は戦に熟練しているのみならず、また同時に良い仕事を素早く機敏に成し遂げた。さらに、彼の精神の高貴さと寛大さは、その卑しい出自を覆い隠し、アクスークをすべての者から愛される者と成らしめたのである。
アクスークの一族は、トルコ人に起源をもつこともあり、東ローマ宮廷内で親セルジューク派を成して親西欧（ラテン人）派と対抗していたと考えられている。東ローマ宮廷とルーム・セルジューク宮廷は数多くの高位亡命者（ヨハネス2世の甥ヨハネス・ツェレペス・コムネノスなど）を中心に人的に入り乱れた状況ができており、両国は交戦中ですら常に外交関係を保っていた。

## 家族
ヨハネス・アクスークには息子アレクシオスがいた。アレクシオスは、ヨハネス2世の長男であり共同皇帝であったアレクシオス・コムネノス（1142年没）の娘マリア・コムネナと結婚した。アレクシオス・アクスークは帝国陸軍第2位に当たるプロトストラトルの地位に就いたが、1167年に反逆罪に問われて僧院へ入れられた。またヨハネス・アクスークの娘エウドキアは、アレクシオス1世の大甥にあたるステファノス・コムネノスと結婚した。